# 战斗机飞行员暴动事件
战斗机飞行员暴动事件是1945年初，是一小群納粹德國空軍高阶飞行员发动的小规模暴動，他们当时与納粹德國帝國元帥、空军总司令赫尔曼·戈林对质，並对空中作战指挥提出了自己的要求。事件过后，部分军官被解职，部分被调职。

## 事件
事件起源于戰鬥機總監阿道夫·加兰德与帝国元帅赫尔曼·戈林之间的争执。争执主要事关德国领空防御中的飞机与武器问题，逐渐发展成戈林和加兰德之间的个人矛盾。 
1945年1月19日，空军总参谋长卡尔·科勒安排戈林和一众战斗机部队军官在普魯士貴族院会面。那些军官中有君特·吕佐夫、古斯塔夫·羅德爾以及約翰內斯·施坦因霍夫、汉内斯·特劳特洛夫特等人。科勒回忆，军官们“因不断地被指责行事懦弱而深感痛心。他们对作战方向缺乏信心…在军备、兵力集结、人事政策以及空军总体指挥方面对空军总司令部缺乏信心…他们对阿道夫·加兰德被解职一事表示反对，几乎所有战斗机部队人员都支持他”。施泰因霍夫称“当时盟军的轰炸机正在逐渐耗尽帝国的防空能力，我方须极尽所能地应对该问题，而空军已在实质上溃不成军，在这一背景下，军官们与戈林发生了对质。此外，戈林在1月1日下令发动无用且无效的进攻行动地板行動，加兰德组建起来的战斗机后备力量在这场行动中被擊潰了，引起空軍軍官的不滿。 
施泰因霍夫称，自己在把军官们的“讨论要点”告知戈林的同时，还告诉他“你手下的战斗机部队此时依旧至少能暂时缓解盟军的恐怖轰炸，依然有能力拯救国家”。这话的意思是必须将被派遣参加战斗机行动的轰炸机后备力量交给经验丰富的战斗机部队军官指挥，“我们要求立刻将所有Me 262戰鬥機用于战斗机作战任务”。施泰因霍夫又表示，“此时，已无人能阻止戈林。他本性独断专横，已无法再忍受任何不顺从”。 
美国史学家亚当·马科斯表示，“戈林想把加兰德、吕佐夫、施泰因霍夫全枪毙，但需要时间来整理出惩处这些国家英雄的理由。戈林急切地想把不服从他的人赶出德国，于是把吕佐夫、罗德尔等都趕到意大利，做文职工作。特劳特洛夫则被解职，奉命去领导飞行学校。为侮辱施泰因霍夫，戈林禁止他进入所有机场，也不许他与其他异议者联络”。
最后，不愿失去加兰德的希特勒命令戈林允许加兰德组建他自己的精锐部队（即JV 44喷射战斗机中队） :282–286。